# Скульськ (гміна)
Гміна Скульськ (пол. Gmina Skulsk) — сільська гміна у північно-західній Польщі. Належить до Конінського повіту Великопольського воєводства.
Станом на 31 грудня 2011 у гміні проживало 6230 осіб.

## Територія
Згідно з даними за 2007 рік площа гміни становила 84.86 км², у тому числі:
- орні землі: 76.00%
- ліси: 6.00%

Таким чином, площа гміни становить 5.38% площі повіту.

## Населення
Станом на 31 грудня 2011:
| Опис     | Загалом | Загалом | Чоловіки | Чоловіки | Жінки | Жінки |
| -------- | ------- | ------- | -------- | -------- | ----- | ----- |
| одиниця  | осіб    | %       | осіб     | %        | осіб  | %     |
| все      | 6230    | 100     | 3119     | 50.06    | 3111  | 49.94 |
| міське   | 0       | 100     | 0        |          | 0     |       |
| сільське | 6230    | 100     | 3119     | 50.06    | 3111  | 49.94 |

## Сусідні гміни
Гміна Скульськ межує з такими гмінами: Вежбінек, Вільчин, Єзьора-Вельке, Крушвиця, Пйотркув-Куявський, Слесін.